# Willy Reichert

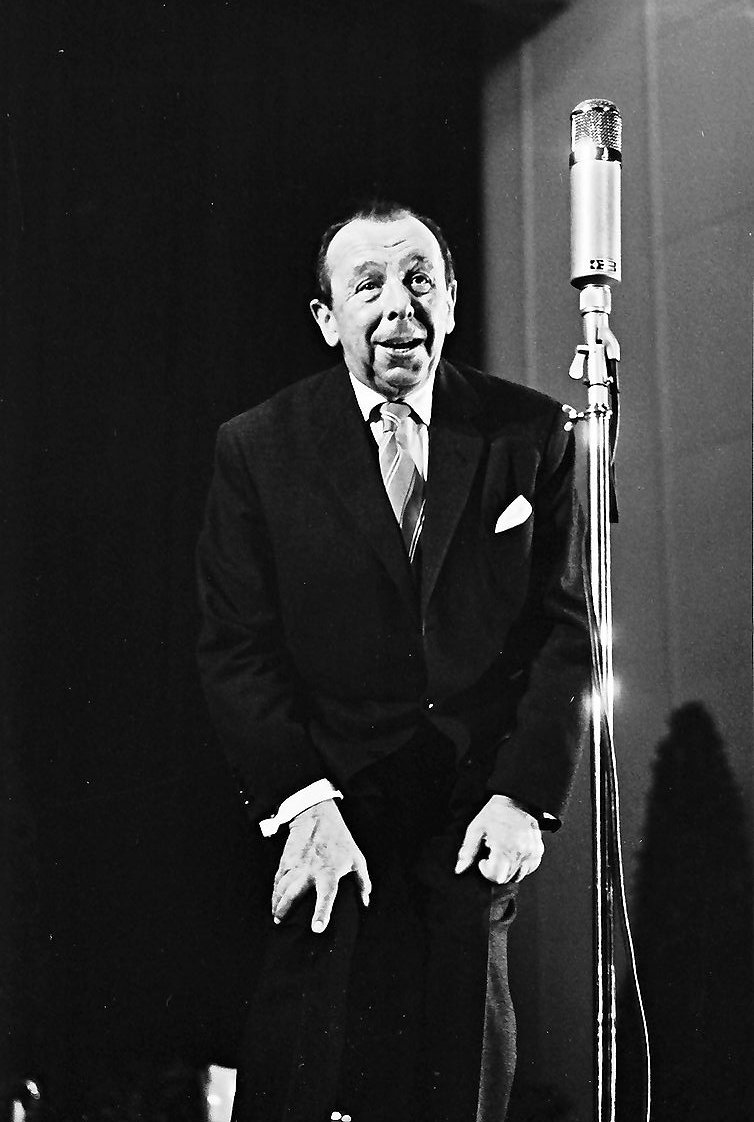
Willy Reichert, 1960

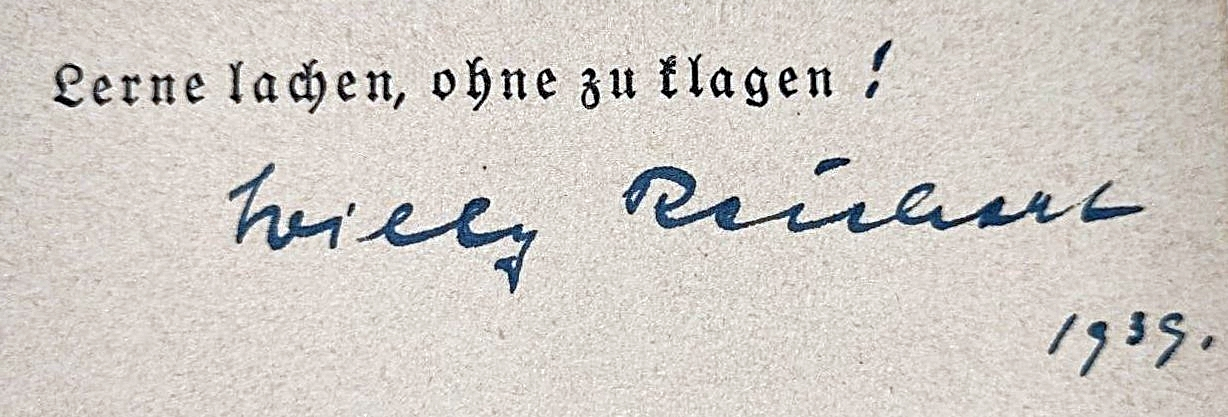
Widmung durch Willy Reichert in einer Ausgabe von Lerne lachen ohne zu klagen von 1939

Willy Reichert (* 30. August 1896 in Stuttgart; † 8. Dezember 1973 in Mietenkam im Chiemgau) war ein deutscher Komiker, Volksschauspieler und Sänger. Reichert pflegte jahrzehntelang das Image des urigen „Parade-Schwaben“ und war als solcher bundesweit bekannt.

## Leben
Willy Reichert wurde in Stuttgart als Sohn eines Maschinenmeisters geboren. Nach einer Ausbildung an der Fachschule des Dr. von Morgenstern in Braunschweig arbeitete er als Zuckertechniker in einer Zuckerraffinerie in Hildesheim, bis er 1915 einrücken und Soldat werden musste.
Nach dem Ende des Ersten Weltkrieges nahm er Schauspielunterricht bei Max Bing am Stuttgarter Staatstheater. Im Jahr 1921 begann seine Karriere als Schauspieler am Stuttgarter Schauspielhaus, an das er nach einigen Jahren in der Provinz, u. a. an Häusern in Zwickau, Landsberg, Heilbronn und einem Abstecher zum Kabarett in München, 1926 wieder zurückkehrte. Hier spielte er von 1926 bis 1932 Theater. Mittlerweile hatte er sich vom jugendlichen Komiker mit Erfahrung im Opern- und Operettenfach zu einem profilierten Vortragskünstler entwickelt. Mit eigenem Repertoire gastierte Reichert bald nicht mehr nur im Friedrichsbau in Stuttgart, sondern an allen größeren Varietébühnen im Reich.
Er erfand 1931 zusammen mit dem Stuttgarter Oscar Heiler die Kunstfiguren „Häberle und Pfleiderer“. Bis in die 1940er Jahre hatte das Komikerduo mit diesen schwäbischen Figuren auf den Varietébühnen Süddeutschlands großen Erfolg. In den 1950er und 1960er Jahren wurden die beiden Künstler durch regelmäßige Rundfunk- und (später) Fernsehsendungen populär.
Nach Kriegsende holte Fritz Kortner Reichert ans Theater zurück. Er trat wieder am Stuttgarter Schauspielhaus und in der Stuttgarter Komödie auf. Reichert war allerdings inzwischen durch Film, Fernsehen, Radio und Kabarettbühnen so beliebt und begehrt geworden, dass er nur noch selten Zeit für das Theater fand.
In den 1950er Jahren spielte Reichert, meist als urwüchsiger Schwabe, auch in zahlreichen Heimat- und Unterhaltungsfilmen mit. In seinen letzten Jahren wirkte er neben der Rundfunkarbeit in verschiedenen Fernsehserien mit. Großen Erfolg hatte er in seinen Hauptrollen in den TV-Serien Die Gäste des Felix Hechinger, Willy Reichert in …, Schwäbische Geschichten, Chronik der Familie Nägele und Deutschland, deine Schwaben. In dem Fernsehspiel Der Vogel läßt das Singen nicht, das zu seinem 70. Geburtstag im Jahre 1966 gesendet wurde, spielte er den Dorfpfarrer Michael von Jung.
Willy Reichert war auch als Sänger schwäbischer Lieder bekannt. Die erfolgreichsten, die heute immer noch in den Wunschkonzerten gespielt werden, sind Wo ein grüner Besen winkt, Karle Hank, Auf der Feuerbacher Heide, Auf dem Echterdenger Flugplatz, Dront am Neckar steht a Bänkle, Joggele, mei Bua (I bin Soldat, vallera), M’r muass a faulenze könne, O dees wär schee, i wenn i Geld gnug hätt und Das Hobellied.
Reichert galt als der populäre schwäbische Humorist schlechthin. Thaddäus Troll nannte ihn „den bekanntesten und beliebtesten Schwaben, seit Theodor Heuss tot ist“. Er war indes kein Komiker des lauten Lachens, eher schon ein Vierteles-Philosoph (Reichert), der seine wunderlichen Zeitgenossen still belächelt. Sein sonores Baßorgan unterstrich noch das Heiter-Besinnliche in seiner Ausstrahlung, das „tiefe Staunen, das Lächeln des Weisen“.
Willy Reichert, der auch zahlreiche Bücher und Gedichtbände in schwäbischer Mundart veröffentlichte, wurde 1956 mit dem Großen Bundesverdienstkreuz ausgezeichnet. Er lebte mit seiner Frau Elisabeth und seinen zwei Kindern, Thomas und Julia, in Mietenkam im Chiemgau, wo er im Alter von 77 Jahren verstarb. Reichert wurde auf dem alten Gemeindefriedhof in Grassau, Landkreis Traunstein beerdigt. Die Willy-Reichert-Staffel zur Karlshöhe in Stuttgart-Süd wurde nach ihm benannt.
Zitate

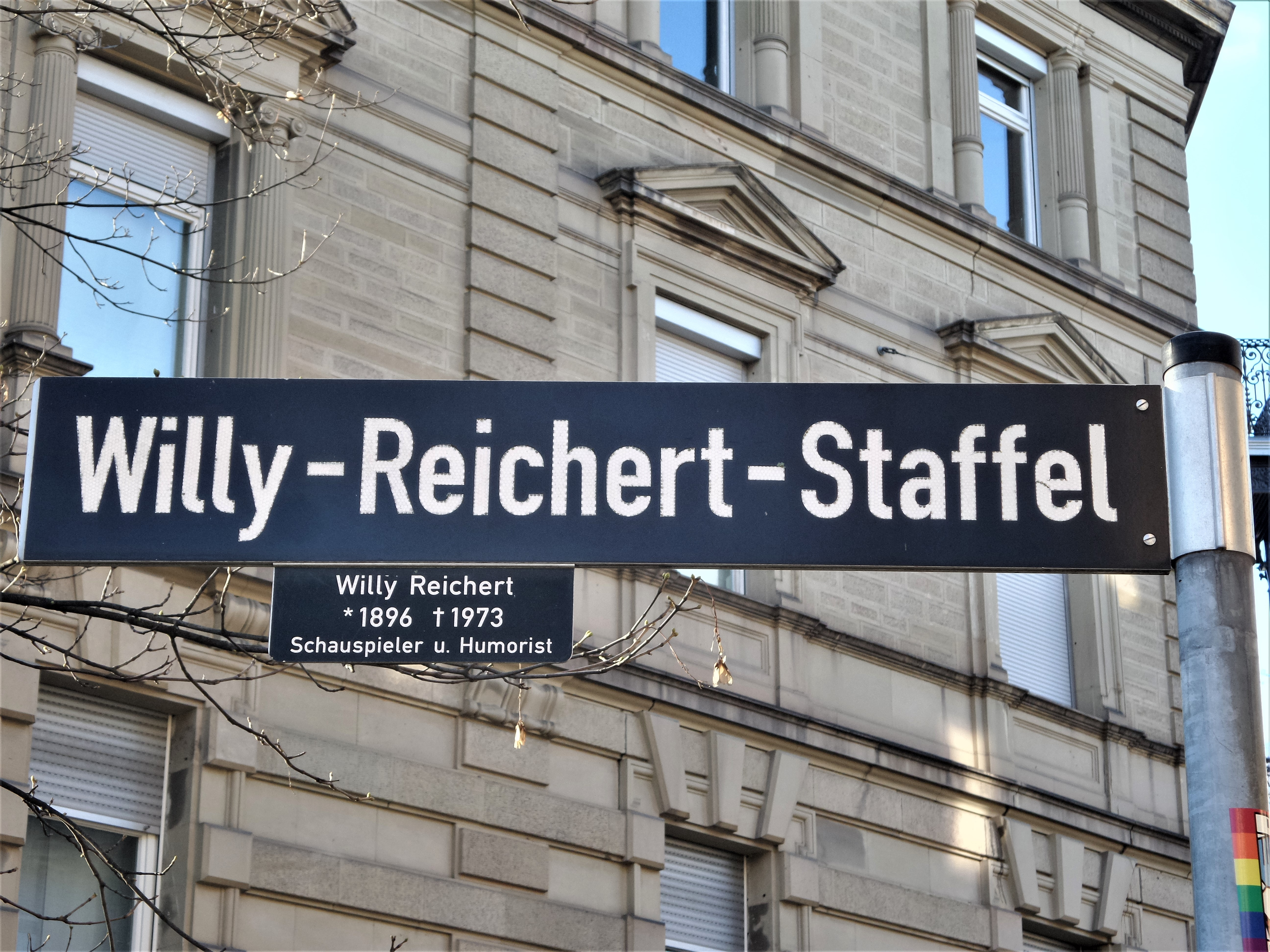
Willy-Reichert-Staffel in Stuttgart-Süd

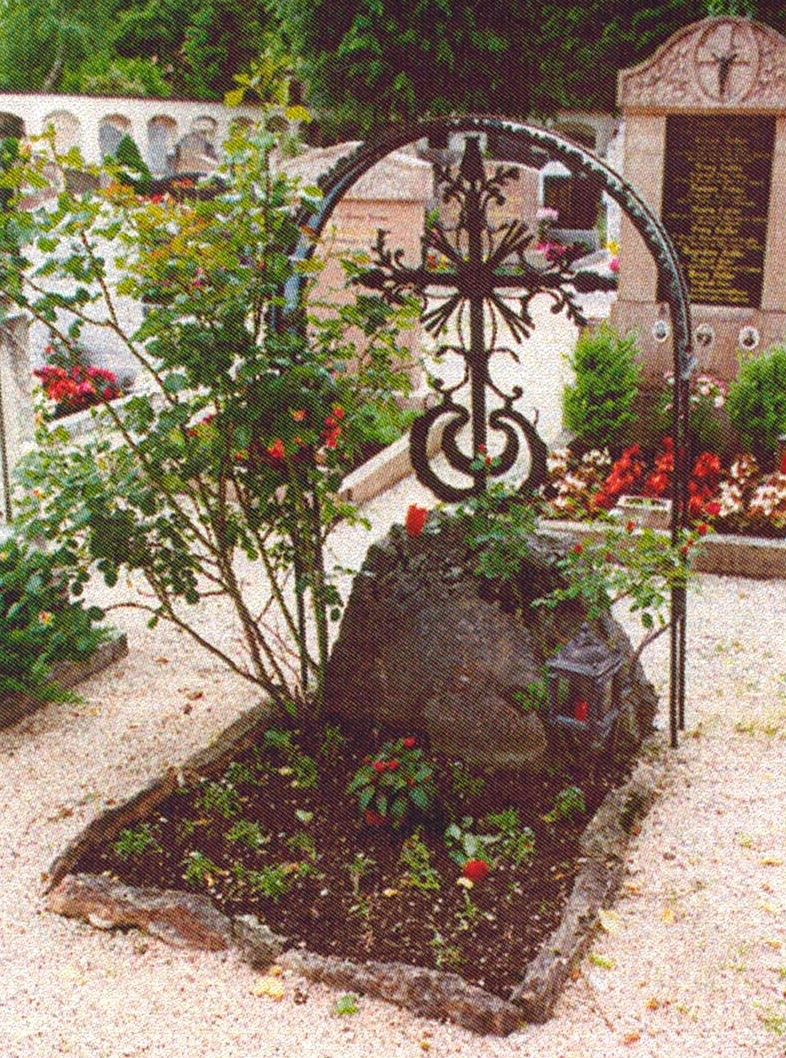
Grabstätte von Willy Reichert

- „Manches beginnt als Abenteuer und endet als teurer Abend.“[6]
- „Der echte Humor ist der Feind von unechtem Ernst“[7]
- „Schau, des ganze Schaffe, Strebe / hat doch elles gaar koin Sinn / Denn in dei’m letschde Hemd / Du, sell isch g’wiß / Do isch bestimmt koi Dasch mee drin!“[8]
- „Alt werden will jeder, alt sein will niemand“ (auch Martin Held zugeschrieben)

## Werke (Auswahl)
- Lerne lachen, ohne zu klagen. Stuttgart 1938, 1952.

- Schwäbische Schwätzle. Reclam Leipzig 1943.
- Mir reichert’s. Randbemerkungen eines Vierteles-Philosophen. Offenbach am Main 1963.
- Zusammen mit Gerd Angermann, Willy Grüb, Franziska Bilek u. a.: Wunderlicher Alltag. Erlebt von Willy Reichert. Aus einer Sendereihe des Süddeutschen Rundfunks. Mühlacker 1965.
- Zusammen mit Willy Grüb, Heinz Hartwig und Sepp Arnemann: Wunderliche Zeitgenossen. Belächelt von Willy Reichert. Eine Sendereihe des Süddeutschen Rundfunks. Mühlacker 1966.
- Zusammen mit Heinz Hartwig: Spätlese. Offenbach am Main 1966 (2. Auflage 1974 unter, ISBN 3-7836-0058-8).
- Ja, wir Schwaben. Glossen, Bonmots, Anekdoten, Verse, Plaudereien. Freiburg im Breisgau 1969.
- Ein Viertele vom Besten. Weiteres Heiteres. Freiburg im Breisgau 1970.
- Das Beste aus meiner schwäbischen Witze- und Anekdotensammlung. München 1972.
- Zusammen mit Heinz Hartwig: Humor aus Schwaben. Freiburg im Breisgau 1974, ISBN 3-7786-0184-9.
- Wunderliche Welt. Mühlacker 1974, ISBN 3-7987-0154-7.
- Zusammen mit Heinz Hartwig: Gute Laune aus Schwaben. Freiburg im Breisgau 1976, ISBN 3-7786-0190-3.

Daneben hat Willy Reichert – zumeist zusammen mit Oscar Heiler – auch zahlreiche Schallplatten-Aufnahmen veröffentlicht.
Bereits um 1930 besprach er für Odeon und Grammophon mehrere Platten mit Mundartvorträgen.

## Tondokumente (Auswahl)
- Aufnahmen auf Grammophon:

2542 (mx. 4342 BR) Vom Karle Hank (Text: Görlich und Eberle)
24 542 (mx. 4343 BR) Oh dees wär’ schee (Keller)
24 544 (mx. 4344 BR) Ha oui ha oui ond Ha yes ha yes (Reichert)
24 544 (mx. 4345 BR) Linie 1 (Reichert)
- Aufnahmen auf Odeon:

O-11 289 (Be 9176) Linie 16 (Reichert) / (Be 9181) Die Kuh (Waldau)
O-11 290 (Be 9183) Im schwäbischen Caféhaus (Reichert) / (Be 9177) Himmlisches (Reichert)
O-2815 (Be 7848) Auf dr' schwäb’sche Eisebahne, Volkslied / (Be 7847) Auf 'em Wase grase d’Hase, Volkslied
O-2816 (Be 7849) I bin Soldat, vallera ! / (Be 7846) Am Bopser blüh’n wieder die Bäume, Parodie (Musik: Rob. Stolz, Text: W.Reichert)

## Wiederveröffentlichungen
a) auf CD
- Willy Reichert. Verlag Schmidmusic, ISBN 978-3-87407-402-5. Inhalt: Auf em Echterdenger Flugplatz – Dront’ am Necker steht a Bänkle – Linie 1 – O dees wär schee, i wenn i Geld gnug hätt – M’r muß au faulenza könna – ’s Lotterle – Die Erbschaft – Stuegerter Souvenirs – Herrlich, ihr Brüder – Joggele, mei Bua – Angellied – Das Hobellied.
- Willy Reichert singt weihnachtliche Lieder und liest schwäbische Weihnachtsgeschichten. Verlag Volkston Records/Schmidmusic, ISBN 978-3-87407-460-5.
- Erinnerungen an Willy Reichert. Verlag Volkston Records/Schmidmusic, ISBN 978-3-87407-455-1.
- Häberle & Pfleiderer : So, so – ja, ja … Mit Willy Reichert & Oskar Heiler. Historische Originalaufnahmen. CD, Verlag Volkston Records/Schmidmusic, ISBN 978-3-87407-401-8.
- 100 Jahre Friedrichsbau-Varieté Stuttgart. Historische Schellack-Raritäten (1910–1941). Robert Kreis präsentiert. Verlag Mäule & Gosch, ISBN 978-3-87407-450-6.

b) auf DVD
- Willy Reichert: Schwäbisches Allerlei. Humoresken auf 2 DVDs. Verlag in-akustik, ISBN 978-3-8425-1901-5.
- Willy Reichert: Die Chronik der Familie Nägele. Fernsehklassiker von 1968: Alle acht Folgen auf 3 DVDs. Verlag in-akustik, ISBN 978-3-87407-497-1.
- Willy Reichert u. a.: Deutschland deine Schwaben – Alles über Schwaben nach dem Erfolgsbuch von Thaddäus Troll, alle fünf Folgen komplett auf 2 DVDs. Schwabenlandfilm (SWR-TV), 2012, ISBN 978-3-8425-1907-7.

## Filmografie
- 1949: Nach Regen scheint Sonne
- 1949: Die drei Dorfheiligen
- 1951: Drei Kavaliere
- 1952: Der fröhliche Weinberg
- 1953: Tagebuch einer Verliebten
- 1954: Das fliegende Klassenzimmer
- 1954: Feuerwerk
- 1954: Schützenliesel
- 1955: Vatertag
- 1956: Die Rosel vom Schwarzwald
- 1957: Die Freundin meines Mannes
- 1958: Schwarzwälder Kirsch
- 1958: Mein Mädchen ist ein Postillion
- 1960: Der letzte Fußgänger
- 1961: Drei Mann in einem Boot
- 1961: Die Sendung der Lysistrata (Fernsehspiel)
- 1961–1966: Schwäbische Geschichten (Fernsehserie)
- 1962: Die Wunderwelt der Gebrüder Grimm
- 1964: Die drei Scheinheiligen
- 1964: Willy Reichert in … (Fernsehserie)
- 1964–1965: Die Gäste des Felix Hechinger (Fernsehserie)
- 1966: Der Vogel läßt das Singen nicht (Fernsehspiel)
- 1966: Der Trauschein (TV-Theateraufführung)
- 1968: Chronik der Familie Nägele (Fernsehserie)
- 1969: Diebelei (Fernsehspiel)
- 1970: Die Herren mit der weißen Weste
- 1970: Was ist denn bloß mit Willi los?
- 1970: Die Feuerzangenbowle
- 1973: Stuttgarter Blüten (Tatort-Folge)
- 1982: Ich denke oft an Krottenbrunn (Fernsehserie)